# Bili (serie televisiva)
Bili (בילי) è una sitcom israeliana.

## Trama
La serie, ambientata a Tel Aviv, parla di un liceale studioso e diligente, Noam, che un giorno ha un incontro inaspettato con una extraterrestre, Bili (acrostico di Born In a Lost Intergalaxy), che attira l'attenzione di Amos (il padre di Noam) e di Ori, alla quale Bili è indifferente in un primo momento; a tentare di separare i ragazzi da Bili ci sono scienziati e ricercatori che fanno di tutto per prelevare Bili e fare delle ricerche ma in qualche maniera la famiglia riesce a farla passare per la cugina di Noam ed Ori.
Noam è innamorato di Rohna, la sua migliore amica, che però lo considera un "secchione" ed è segretamente innamorata di Micky, l'altro migliore amico di Noam, un ragazzo sportivo e poco intelligente, il quale a sua volta prende una cotta per Bili, che però lo considera uno sbruffone. A volte emerge che tra Bili e Noam c'è più della semplice amicizia. In alcune puntate si sente parlare del gruppo musicale dei Rinoceronti, la band preferita di Ori, il cui cantante dedica a Bili una canzone dopo un loro incontro.
Alla fine, Noam riesce a conquistare Rhona e, con delusione di tutti, Amos trova il modo di rfar tornare Bili nello spazio, ma qualcosa va storto e insieme a Bili se ne va la madre dei due ragazzi, Ruth.

## Personaggi e interpreti
- Bili, interpretata da Ilanit Gershon e doppiata da Perla Liberatori.
È un'aliena il cui nome è un acrostico (Born In a Lost Intergalaxy). Nata sul pianeta di Barghilia, è molto particolare: dorme in piedi, confonde il dolce con il salato e ha un traduttore nel cervello. Non si innamora, ma prova un sentimento particolare per Noam.
- Noam, interpretato da Yedidya Vital e doppiato da Daniele Raffaeli.
È un liceale studioso e responsabile, da molti considerato un "secchione". È il primo ad incontrare Bili. Si innamora di Rohna, la sua migliore amica. In alcune puntate litigherà con Micky, il suo migliore amico, ma si riappacificheranno presto a causa della loro amicizia duratura.
- Ori, interpretata da Roni Ackerman e doppiata da Agnese Marteddu.
Sorella minore di Noam, dapprima non sopporta molto Bili, ma in un secondo momento scopre di esserle legata. Si diverte a schermirsi di Noam, ma nel profondo vuole molto bene al fratello. Ha una passione per piercing e tatuaggi ed è la classica adolescente che tenta di nascondere i suoi segreti al mondo.
- Amos, interpretato da Shmuel Vilozny e doppiato da Franco Mannella.
È il padre di Noam ed Ori. Scienziato pazzo e burlone, farà molti esperimenti su Bili per tentare di riportarla su Barghilia, senza accorgersi dell'enorme sofferenza di Noam.
- Micky, interpretato da Tomer Ofnen e doppiato da Simone Crisari.
Ragazzo sportivo e non molto intelligente, è il migliore amico di Noam e Rohna. Sempre desideratissimo dalle ragazze, si prenderà una bella cotta per Bili, che però non ricambierà. Amato in segreto da Rohna.
- Rhona, interpretata da Shira Vilensky e doppiata da Monica Vulcano.
Ragazza scontrosa e introversa, caratteristiche dovute al comportamento dei genitori separati che se la "contendono", è la migliore amica di Micky e Noam. Non sopporta Bili perché la vede come un ostacolo per la sua comunque impossibile relazione con Micky, del quale è segretamente innamorata.
- Rhut, interpretata da Elan Peled e doppiata da Paola Giannetti.
È la moglie di Amos e la madre di Noam e Ori. È sempre fuori per lavoro e le poche volte che torna a casa è molto stanca e dorme pressoché sempre. Ori dice di averla vista solo al momento della sua nascita.